# Список умерших в 1312 году

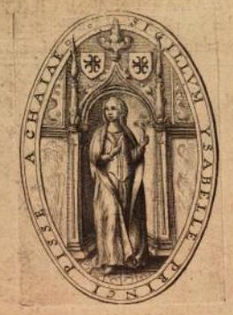
Изабелла де Виллардуэн

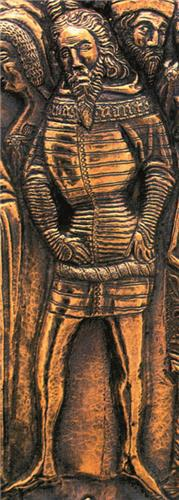
Павел I Шубич

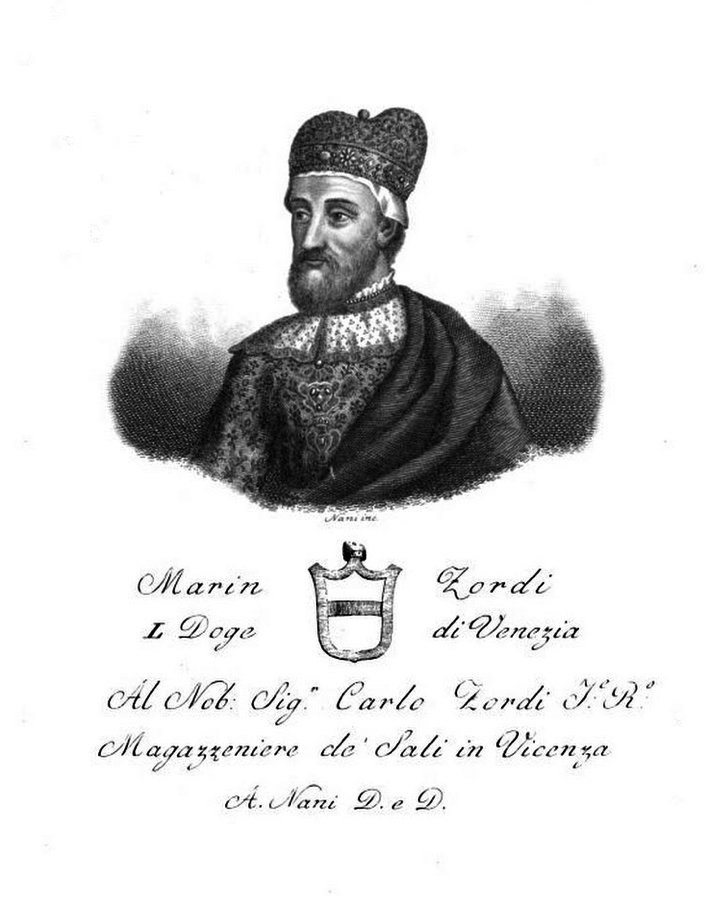
Марино Цорци

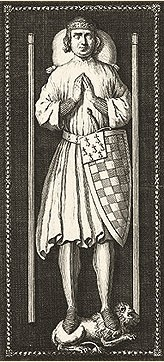
Артур II Бретонский

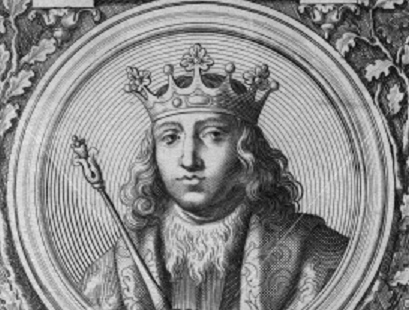
Фердинанд IV

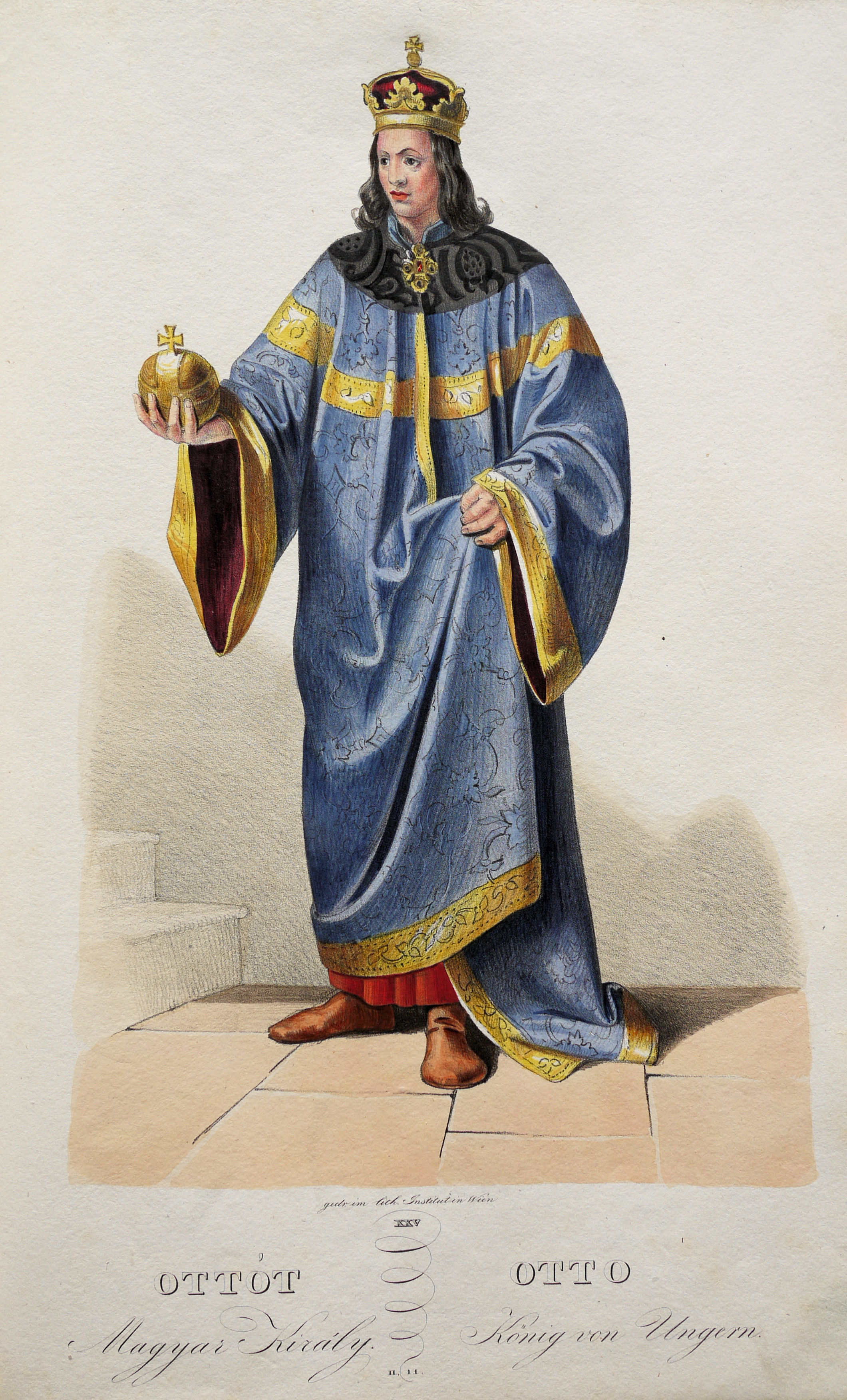
Оттон III

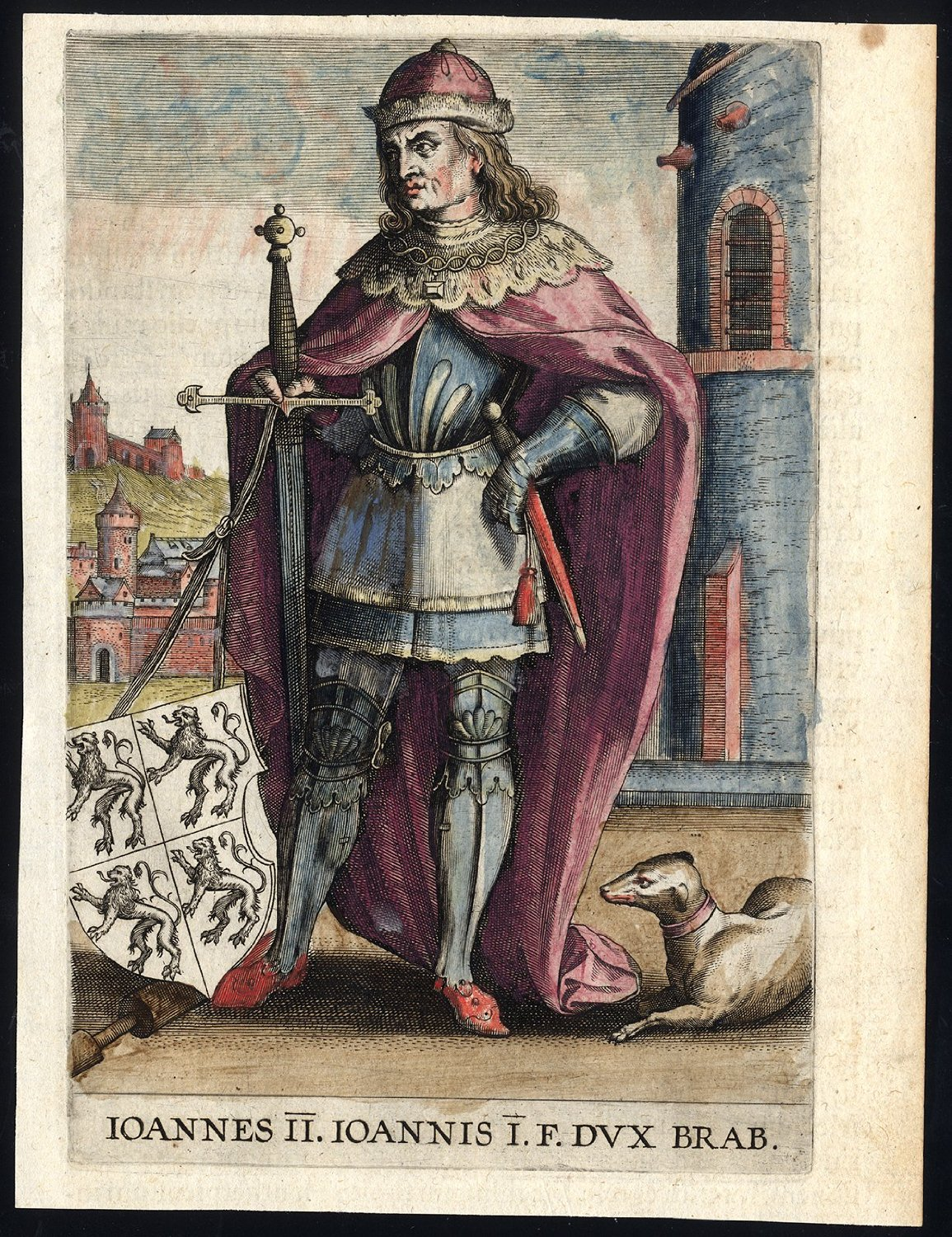
Жан II Брабантский

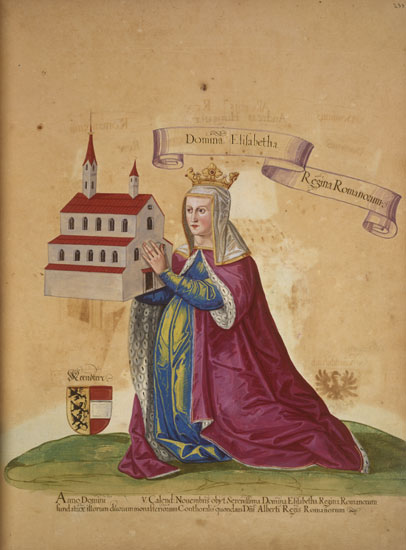
Елизавета Каринтийская

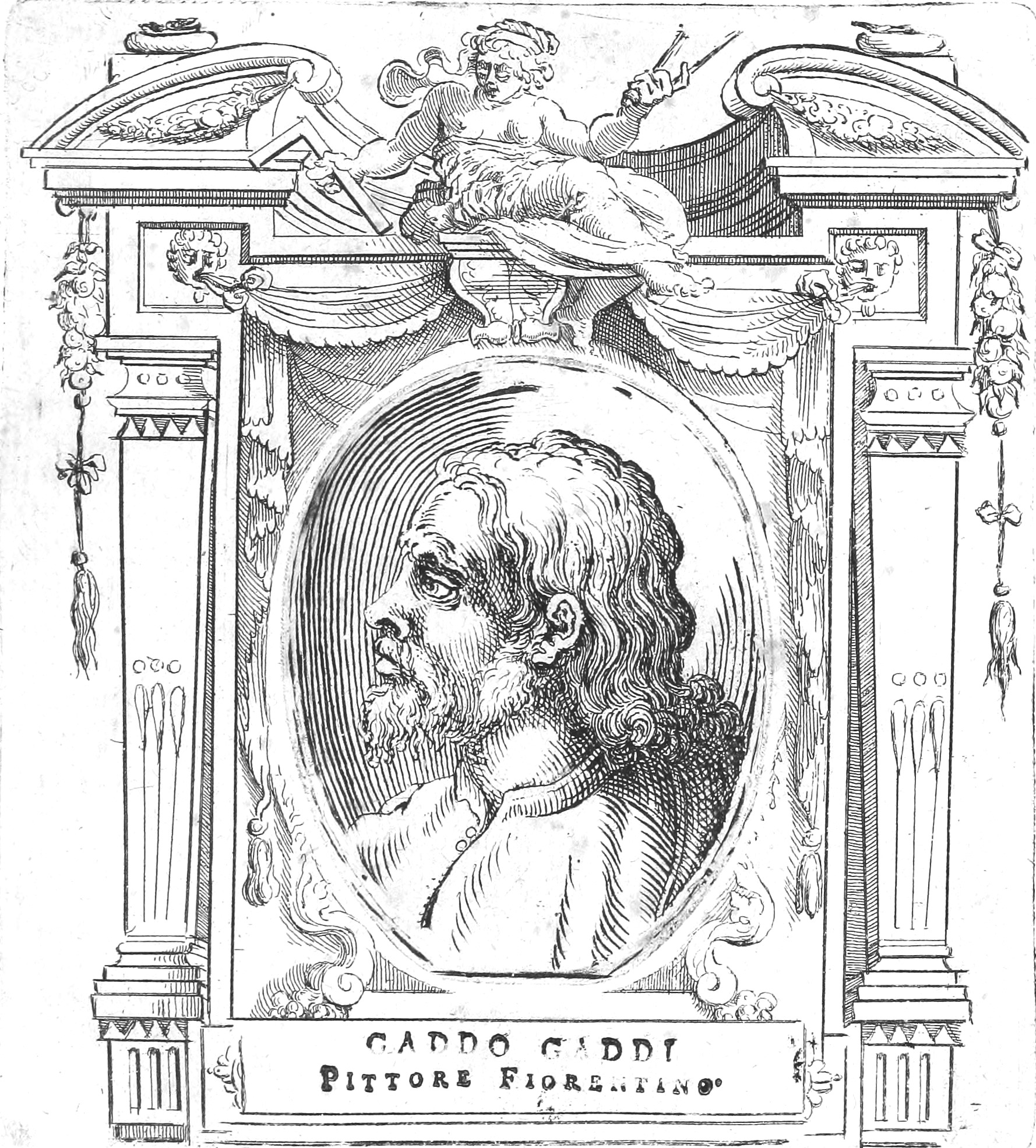
Гаддо Гадди

В этой статье представлен список известных людей, умерших в 1312 году.
См. также: Категория:Умершие в 1312 году

## Январь
- 9 января — Фридрих фон Бойценбург[нем.] — епископ Вердена (1300—1312)
- 23 января — Изабелла де Виллардуэн — Княгиня Ахейская и Морейская (1289—1307)
- Уильям де Бирмингем[англ.] — архиепископ Туама (1288—1312).

## Март
- 2 марта — Альбрехт III фон Лайсниг[нем.] — епископ Мейсена (1296—1312)
- 10 марта — Казимир II Бытомский — князь Опольский (1281/1282—1284), князь Бытомский (1282—1312).
- 28 марта — Конрад IV фон Фонсдорф[нем.] — епископ Лафанта (1285—1291), архиепископ Зальцбурга (1291—1312)

## Апрель
- 12 апреля — Риццардо II да Камино — сеньор Тревизо (1306—1312)
- 19 апреля — Оттон де Чампвент[нем.] — епископ Лозанны (1309—1312)
- Гильом Бонне[фр.] — епископ Байё (1306—1312)

## Май
- 1 мая — Павел I Шубич — бан Хорватии (1275—1312), бан Боснии (1305—1312)
- 13 мая — Тибо II — герцог Лотарингии (1303—1312)
- 16 мая — Пьер де Ла Шапель-Тайфер — кардинал-священник de Saint-Vital (1305—1306), кардинал-епископ Палестрины (1306—1312).
- Евфимия Рюгенская — последняя королева-консорт независимой Норвегии (1299—1312), жена Хакона V Святого, литературная переводчица.

## Июнь
- 1 июня — Борис — псковский посадник (1308—1312).
- 15 июня — Какаш Ратот, венгерский дворянин.
- 19 июня — Пирс Гавестон — граф Корнуолл (1307—1312), друг детства, фаворит и предполагаемый любовник английского короля Эдуарда II; убит.

## Июль
- 3 июля — Марино Цорци — венецианский дож (1311—1312).
- 15 июля — Бернар VII, граф Комменжа (с 1295).
- 16 июля — Ходзё Мунэнобу[англ.] — сиккэн Японии (1311—1312)

## Август
- 27 августа — Артур II Бретонский (50) — герцог Бретани (1305—1312).

## Сентябрь
- 7 сентября — Фердинанд IV (26) — король Кастилии и Леона (1295—1312)
- 9 сентября — Оттон III (51) — герцог Нижней Баварии (1290—1312), король Венгрии (1305—1307).
- 29 сентября:
  - Бертольд II фон Штернберг[нем.] — епископ Вюрцбурга (1267—1274);
  - Джон I «Слепой лорд»[англ.] — граф Исенбург-Лимбурга (1289—1312).

## Октябрь
- 27 октября:
  - Жан II Брабантский (37) — герцог Брабанта Лотье и Лимбурга (1294—1312);
  - Жентил де Монтефьоре[фр.] — кардинал-священник Ss. Silvestro e Martino ai Monti (1300—1312).
- 28 октября:
  - Герхард II Слепой — первый граф Гольштейн-Плён (1290—1312);
  - Елизавета Каринтийская — герцогиня-консорт Австрии (1282—1308), королева-консорт Германии (1298—1308), жена Альбрехта I.
- 29 октября — Ландольфо Бранкаччо[англ.] — кардинал-дьякон Sant'Angelo in Pescheria (1294—1312)

## Ноябрь
- 2 ноября — Афонсу Португальский[англ.] (49) — португальский инфант сын Афонсу III, сеньор Порталегри
- 6 ноября — Кристина Стоммельнская (70) — святая римско-католической церкви.
- 11 ноября — Султан Валад (86) — старший сын Джалаладдина Руми, персидский поэт—суфий, основатель суфийского ордена Мевлеви

## Декабрь
- 24 декабря — Райнерио дель Поррина[итал.] — епископ Кремоны (1296—1312)

## Дата неизвестна или требует уточнения
- Аль ад-дин[англ.] — военный специалист в армии монголов при завоевании южного Китая
- Амир ад-Дин — арабский архитектор при дворе Хубилая, основателя династии Юань (1279—1368) в Китае. Известен как создатель Ханбалыка — совр. Пекина.
- Чекко Анджольери — итальянский поэт.
- Арменгад Блэйзе[фр.] — французский врач и переводчик.
- Арно-Раймон III, последний виконт Тартаса (с 1295).
- Бадр эд-Дин Махмут[англ.] — бейлерей Карамана (1300—1312)
- Вальдемар IV — герцог Шлезвига (1283—1312)
- Гаддо Гадди — итальянский художник.
- Гвидо делла Торре[англ.] — сеньор Милана (1302—1312)
- Ги V де Нёфвиль[фр.] — епископ Ле-Пюи-ан-Веле (1290—1296), епископ Сента (1296—1312)
- Гуго III де Шалон[англ.] — князь-епископ Льежа (1296—1301), архиепископ Безансона (1301—1312)
- Джованни да Моровалле — генеральный министр ордена францисканцев (1296—1304), кардинал-епископ Порто-Санта Руфина (1302—1312), декан Коллегии кардиналов (1311—1312).
- Дюран де Тресеминес[фр.] — епископ Марселя (1283—1312)
- Земовит Добжинский — князь Брест-Куявский (1267—1287), Добжинский (1287—1293, 1295—1303, 1305—1312) из династии Пястов, сын Казимира I, князя Куявского, брат короля Польши Владислава I Локетка.
- Йохан фон Констанц[нем.] — немецкий миннезингер
- Ксения Юрьевна — княгиня-консорт Тверская и великая княгиня-консорт Владимирская, жена Ярослава Ярославича, мать Михаила Ярославича Святого, монахиня после смерти мужа
- Мадог ап Лливелин — Принц Гвинеда (1294—1295).
- Малатеста да Веруккьо — сеньор Римини (1295—1312).
- Маргарет де Клер — дочь Ричарда де Клер, 6-го графа Глостер, графиня-консорт Корнуолл (1272—1294), жена Эдмунда, 2-го графа Корнуолл.
- Мудзю, японский деятель буддизма, мыслитель и писатель.
- Гилберт Сегрейв, английский прелат и теолог, член английского баронского рода Сегрейвов.
- Тибо де Бар[англ.] — князь-епископ Льежа (1303—1312)
- Тохта — хан Золотой Орды (1291—1312).
- Уильям Скруп, английский землевладелец, судебный пристав графа Ричмонда в Ричмондшире (1292, 1293—1294).
- Франческо Наполеоне Орсини[нем.] — кардинал-священник Santa Lucia in Selci (1295—1312), архипресвитер Санта-Мария-Маджоре (1297—1312)
- Эскива д’Ибелин — поcледняя госпожа Бейрута (1282—1291).